# 福元洋平
福元洋平（1987年4月12日—），日本職業足球員，前日本20歲以下足球代表隊成員。現效力於日職球隊山口雷法。

## 俱乐部生涯
2005年，福元洋平在大分三神开始足球生涯。2018年转会至大阪飛腳，2009年转会至市原千葉JEF聯，2012年转会至德島漩渦，2017年转会至山口雷法。

## 日本國家足球隊
福元洋平参加了2007年U-20世界盃。

## 外部連結
- （日語）J.League Data Site （页面存档备份，存于）